# Emory Sekaquaptewa
Emory Sekaquaptewa (28 de diciembre de 1928 - 14 de diciembre de 2007), académico estadounidense perteneciente a la tribu hopi, conocido por haber compilado el primer diccionario de la lengua hopi.
Se considera que fue el primer nativo estadounidense en concurrir a la academia militar de West Point. Posteriormente estudió leyes en la Universidad de Arizona. A nivel familiar se dedicó a la joyería. Ejerció posiciones de liderazgo en su villa Kykotsmovi, además del Consejo Tribal Hopi y el Tribunal Tribal Hopi.
Sekaquaptewa fue editor cultural del Proyecto Diccionario Hopi, que tuvo por resultado la publicación de Hopìikwa Lavàytutuveni: A Hopi-English Dictionary of the Third Mesa Dialect, un diccionario de 900 páginas con 30.000 entradas, y también un esbozo de gramática hopi. Se considera que esta publicación cumplió un relevante papel en la revitalización de esta lengua.